# Atresia pulmonar
Atresia pulmonar é o defeito cardíaco caracterizado pela má formação da valva pulmonar, podendo impedir o desenvolvimento correto do ventrículo direito.
Trata-se de uma má formação congênita em que o orifício da valva não consegue se desenvolver. A valva é completamente fechada, obstruindo assim a saída do sangue do coração para os pulmões.